# جزيرة بانجانغ (جاوة الوسطى)
جزيرة بانجانغ وهي جزيرة من جزر إندونيسيا، وتقع في إقليم جاوة الوسطى.